# Scouting i populärkultur

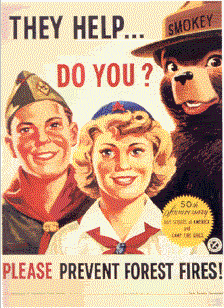
Smokey Bear med medlemmar av Boy Scouts of America och Camp Fire Girls som firar 50-årsjubiluem för deras grundande 1910.

Sedan scoutrörelsens grundande 1907 har scouting blivit objekt för många element av populärkultur, däribland en rad filmer, tv-serier och böcker.
Som en fasett av kultur under större delen av 1900-talet, har scouting porträtterats i mängder av filmer och konstverk. Det märks tydligast i USA, där scoutrörelsens ideal är mycket lika de amerikanska. Verk av konstnärer som Norman Rockwell och Joseph Csatari, och även filmen Follow Me, Boys! från 1966 är utmärkta exempel på de idealiserade amerikanska värderingarna.
En annan konstnär som förknippas med scouting var fransmannen Pierre Joubert.
Scouting förekommer ofta på ett humoristiskt sätt, som i filmen Troop Beverly Hills från 1989 och i Down and Derby från 2005, där berättelsen fortgår på ett sätt så att tittarna vet att det handlar om scouting utan att nämna själva namnet scouting. 

## Film
- 14 Hours (2005) (USA); Pojkscouter hjälper till vid evakueringen av Memorial Hermann Hospital under tropiska stormen Allison.
- Addams Family (1991) (USA); under tiden de driver ett lemonadstånd, stöter Wednesday och Pugsley på en flickscout som försöker sälja kakor.  Wednesday frågar: "är de gjorda av riktiga flickscouter?"
- Airplane! (1980) (USA); Två flickscouter börjar bråka efter att en av dem ertappar den andra med att försöka fuska på poker.
- Boy Scouts Be Prepared (1917) (USA)[1]
- Charley Smiler Joins the Boy Scouts (1911) Storbritannien[2]
- Down and Derby (2005) (USA); Pojkscouter och deras pappor tävlar i Pinewood Derby
- Drum Taps (1933) USA;[3] Ken och hans bror Earls scoutpatrull ger sig efter ett gäng boskapstjuvar.
- Kejsarens nya stil (2000) och Kronks nya stil (2005) USA; Kronk är en patrulledare för Junior Chipmunks.
- Follow Me, Boys! (1966) USA;[4] Lem Siddons (Fred MacMurray) beslutade att slå sig ned för gott och startar en pojkscoutpatrull
- Good Scouts (1938) USA;[5] Kalle Anka blir scoutledare för Gröngölingskåren och ger sig ut på camping
- Indiana Jones och det sista korståget (1989) USA; Den unga Indiana Jones är en scout inom BSA.
- Den siste scouten (1991) USA;[6] actionfilm med Bruce Willis (inga scoutreferenser mer än att Willis ofta säger "Var redo, det är mitt motto".)
- Moonrise Kingdom (2012) USA;[7] komedi i regi av Wes Anderson som handlar om en pojkscout som rymmer från sitt scoutläger för att träffa en tjej han förälskat sig i.

## Teater
- RENT, broadway-musikalen;  dragqueenen Angel uppger att hon en gång var en pojkscout "och en blåvinge, tills någon snorunge blev rädd".
- Skojten är en av den populäre komikern Martin Ljungs mest kända monologer.

## Dokumentärer
- Emmer Bereet (2007) Luxemburg; Scoutings historia i allmänhet och en grupp scouter under 2006 i Luxemburg.
- Ian Hislop's Scouting for Boys (2007) Storbritannien; Historien om boken Scouting for Boys
- Our World: Scouting (2007) Storbritannien; En 30 minuter lång BBC-dokumentär följt av berättelsen om två deltagare vid den 21:a världsjamboreen. En scout från Mafikeng, Sydafrika och den andra från Storbritannien.
- The Nuclear Boy Scout (2003) Storbritannien; Berättelsen om David Hahn och hans försök att bygga en kärnreaktor i sin trädgård.
- Scout's Honor (2001) USA;[8][9] "I en stad som är mer bekant med jordbruk än aktivism, kan en oförvändad allians ändra scoutprogrammet för alltid."
- Troop 1500 (2005) USA;[10] En flickscoutpatrull i Austin, Texas inriktar sig på flickor med infängslade föräldrar.
- When we were Scouts (2007) Storbritannien; Kändisar diskuterar vad scouting gjorde för dem,  däribland Ronnie Corbett, Bernard Cribbins, Cherie Booth och Betty Boothroyd. Neil Morrissey besöker ett scoutläger.

## Serier
- Kalle Anka; Knattarna är medlemmar av Gröngölingskåren.
- Snobben; titelfiguren uppträder ibland som Beagle Scout (en ordvits, jämför Eagle Scout) och ledare för en scouttrupp som i övrigt helt består av fåglar.
- Kalle och Hobbe; seriefiguren Kalle var med i vargungarna i några av de tidigare serierna.
- Katten Gustaf gjorde reklam för Cub Scouts på 1990-talet.
- Sigge Scout och hans vargungar, orig. Hamster Jovial et ses louveteaux, av Marcel Gotlieb, är en parodi om en fransk scoutledare och hans tre vargungar (två pojkar och en flicka).
- Harvey Comics anställdes av Boy Scouts of America under 60- och 70-talet.  Casper, det snälla spöket användes för att göra reklam för vargungarna, medan Richie Rich gjorde reklam för pojkscouting.

## Musik
- "All The Things She Gave Me" (1984) från A Pagan Place av The Waterboys; har texten "The moon's made of cheese and God is a Boy Scout."
- "Be Prepared" (1990) från Tom Lehrer Revisited av Tom Lehrer; en satir över pojkscouting.
- "I was a Boy Scout" (1980) från Snakes and Ladders av Gerry Rafferty; refrängen är  "I was a Boy Scout in St. Mary's troop, I had my own patrol, I had a necktie and a monkey suit, 'Til I heard rock and roll."
- "I'm A Teenage Mutant Boy Scout" (2004) från kabaretshowen Lounge-zilla! Asian Sings the Blues av Dennis Giacino; en scout muteras efter ett läger på en kärnavfallssoptipp.[11]
- "Kicked Out Of The Webelos" (1984) från Webelos av The Queers
- "Fergalicious" (2006) från The Dutchess av Fergie; i musikvideon är Fergie dansarna klädda i scoutdräkter.
- "Welcome to the Machine" (1975) från Wish You Were Here av Pink Floyd; textskrivaren Roger Waters inkluderar en referens till Scouting for Boys.
- Elton John uppträdde kontroversiellt tillsammans med manliga strippor utklädda till vargungar vid en konsert för lika rättigheter för homosexuella i Royal Albert Hall i London 1999. Han bad senare om ursäkt då The Scout Association i Storbritannien protesterade. [12]
- Scouting Along with Burl Ives

## Skönlitteratur och bokserier
- Blaine, Captain John. The Boy Scouts In Russia, fritt tillgänglig på Project Gutenberg. Saalfield
- Blaine, Captain John. The Boy Scouts on a Submarine, fritt tillgänglig på Project Gutenberg
- Carter, Herbert. The Boy Scouts on Sturgeon Island, fritt tillgänglig på Project Gutenberg
- Drake, Robert L. The Boy Scouts of the Eagle Patrol, fritt tillgänglig på Project Gutenberg
- Durston, Colonel George. The Boy Scouts in Front of Warsaw, fritt tillgänglig på Project Gutenberg
- Fletcher, Archibald Lee. Boy Scouts in the Coal Caverns, fritt tillgänglig på Project Gutenberg
- Fletcher, Archibald Lee (1913). Boy Scouts in Northern Wilds, fritt tillgänglig på Project Gutenberg
- Ralphson, G Harvey. Boy Scouts on Motorcycles, fritt tillgänglig på Project Gutenberg
- Ralphson, G Harvey. Boy Scouts in Southern Waters, fritt tillgänglig på Project Gutenberg
- Ralphson, G Harvey. Boy Scouts in Mexico, fritt tillgänglig på Project Gutenberg
- Ralphson, G Harvey. Boy Scouts in a Submarine, fritt tillgänglig på Project Gutenberg
- Ralphson, G Harvey. Boy Scouts in an Airship, fritt tillgänglig på Project Gutenberg
- Richardson, Dorothy (1982). The Brownie Venturers
- Richardson, Dorothy (1983). The Brownie Explorers
- Salinger, Jerome David (1951). The Catcher in the Rye
- Shaler, Robert. The Boy Scouts of the Geological Survey, fritt tillgänglig på Project Gutenberg
- Shaler, Robert. The Boy Scouts on Picket Duty, fritt tillgänglig på Project Gutenberg
- Shaler, Robert. The Boy Scouts of the Flying Squadron, fritt tillgänglig på Project Gutenberg
- Shaler, Robert. The Boy Scouts with the Motion Picture Players, fritt tillgänglig på Project Gutenberg
- Stuart, Gordon. Boy Scouts of the Air on Lost Island, fritt tillgänglig på Project Gutenberg
- Sykes, Pamela (1987). The Brownies and the Flood. London, United Kingdom: Hodder & Stoughton
- Victor, Ralph. The Boy Scouts Patrol, fritt tillgänglig på Project Gutenberg
- Warren, George A. (1912). The Banner Boy Scouts, fritt tillgänglig på Project Gutenberg. World Syndicate
- Warren, George A. (1913). The Banner Boy Scouts Afloat, fritt tillgänglig på Project Gutenberg